# Hubert Dorn

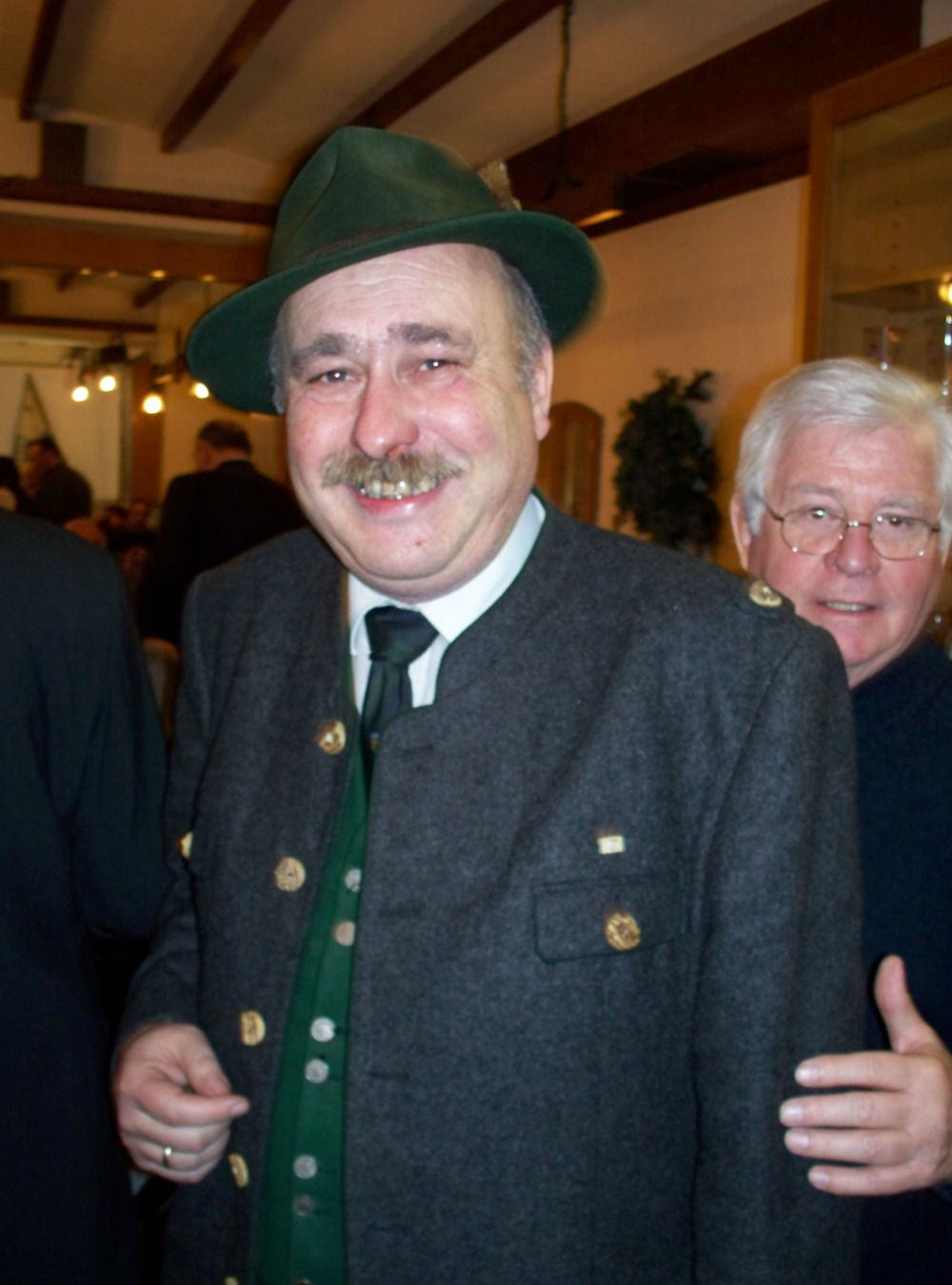
Hubert Dorn (2011)

Hubert Dorn (* 1956 in München) ist ein Politiker der Bayernpartei (BP).
Dorn studierte Altphilologie und Geschichte an der Ludwig-Maximilians-Universität München. Anschließend war er als Lehrer tätig. Von 1989 bis 1999 war er Vorsitzender der Bayernpartei und von 1994 bis 2003 sowie erneut seit 2008 für sie Mitglied im Bezirkstag Oberbayern. Von 2004 bis 2024 war er Generalsekretär der BP, ein Amt, das er bereits unter dem Vorsitzenden Max Zierl innehatte.
Dorn ist zudem Mitglied des Landesvorstandes des Bayernbundes e.V.

## Veröffentlichung
- Die Schlacht von Sendling 1705. Chronologie einer bayerischen Tragödie. Buchendorfer Verlag, München 2005.